# راهی به‌سوی جنگ
راهی به سوی جنگ (به انگلیسی: Path to War) محصول ۲۰۰۲ آمریکا تله فیلم زندگی‌نامه‌ای است که توسط اچ‌بی‌او تهیه شده و جان فرانکن هایمر کارگردان فیلم که مستقیماً با جنگ ویتنام درگیر بوده است آن را از چشم رئیس‌جمهور ایالات متحده آمریکا لیندون بی. جانسون واعضای کابینه اش دیده است. این فیلم آخرین فیلم است که توسط جان فرانکن هایمر کارگردانی شده است، ۷ هفته بعد از آغاز فیلم او فوت شد.

## داستان فیلم
لیندون بی. جانسون برنده انتخابات ریاست جمهوری می‌شود. دولت او برای پیشبرد حقوق مدنی و دیگر کارهای خوب تلاش می‌کند. اما جنگ ویتنام باعث تحلیل رفتن این کارها می‌شود. رهبران نظامی و غیرنظامی جانسون او را به دخالت هر چه بیشتر در جنگ ویتنام ترغیب می‌کنند. برخلاف پیشنهاد مشاور مورد اعتماد رئیس‌جمهور، کلارک کلیفورد با استراتژی وزیر دفاع کابینه مخالف است.